# Partido Progresista Democrático (República de China)
El Partido Progresista Democrático (PPD, (PDP, DPP, PPD), chino tradicional: 民主進步黨; chino simplificado: 民主进步党) es un partido político progresista, liberal y anticomunista de la República de China (Taiwán). Es el partido dominante de la Coalición Pan-verde. 
Fundado en 1986, es uno de los dos partidos principales del país junto con el históricamente dominante Kuomintang. La última líder fue Tsai Ing-wen, que dimitió frente a un revés electoral. Tradicionalmente se le ha asociado con una fuerte defensa de los derechos humanos, el anticomunismo y la identidad taiwanesa. El PPD ha sido miembro por largo tiempo de la Internacional Liberal y miembro fundador del Consejo de Asiáticos Liberales y Demócratas. Representaba al país en la Organización de Naciones y Pueblos No Representados. El PDP y sus partes afiliadas son ampliamente clasificados como social-liberales debido a su anticomunismo y a su fuerte apoyo a los derechos humanos, pero también defienden el liberalismo económico.
Niegan la existencia del Consenso de 1992 entre China y Taiwán, y exigen una mayor "apertura democrática" de la República Popular China.

## Historia
Las raíces del PPD se remontan a cuando eran oposición al Kuomintang, que dirigía la isla mediante un régimen unipartidista de carácter autoritario. Fue fundada como el movimiento Tangwai ("fuera del KMT"). Este movimiento culminó con la formación del PPD como un partido alternativo el 28 de septiembre de 1986. El nuevo partido se opuso a la elección de 1986 a pesar de que los partidos que compiten siendo ilegales en virtud de la legislación nacional hasta el próximo año. Los primeros miembros del partido se basaron en gran medida en las filas de familiares y abogados defensores de presos políticos, así como de intelectuales y artistas que habían pasado tiempo en el extranjero. Tales individuos estaban fuertemente comprometidos con el cambio político que garantizaría el apoyo constitucional en la República de China para la libertad de expresión, prensa, asamblea y asociación.
Al principio, el partido no apoyó abiertamente la identidad nacional de la República de China en la isla de Taiwán, una medida que podría haber invitado a una violenta represión por parte de los gobernantes del Kuomintang que defendían la recuperación de la soberanía en la China continental bajo el principio de Una sola China. Su plataforma era proambiental y prodemocracia. A medida que se cumplieron más y más demandas durante la década de 1990, como la elección popular directa del presidente de la República de China y todos los representantes en su Yuan Legislativo, y una discusión abierta sobre el pasado represivo de la República de China representado en el incidente del 28 de febrero y después de una larga ley marcial: se podría abogar por una mayor variedad de puntos de vista en la atmósfera política más liberal. Los miembros del partido comenzaron a promover abiertamente una identidad nacional para la República de China separada de la de China. El DPP apoyó la reforma de la Constitución que haría oficial que el gobierno nacional de la República de China representara solo al pueblo de la República de China y no reclamara territorio en la China continental o Mongolia.
Una vez que el DPP tuvo representación en el Yuan Legislativo (LY, o el Parlamento), el partido utilizó la legislatura como un foro para desafiar al gobierno. Sin embargo, no surgió como una fuerza formidable hasta 1991, cuando los ancianos miembros de LY elegidos de las provincias del continente en 1948 se jubilaron. Temores de que el DPP algún día tome el control de la legislatura llevó al entonces presidente Lee Teng-hui a impulsar una serie de enmiendas para fortalecer el poder presidencial (por ejemplo, el primer ministro de la República de China ya no tendría que ser confirmado por el Yuan Legislativo)

## Resultados electorales

### Elecciones presidenciales
| Elección | Candidato              | Compañero de fórmula   | Votos totales | Porcentaje de votos | Resultado  |
| -------- | ---------------------- | ---------------------- | ------------- | ------------------- | ---------- |
| 1996     | Peng Ming-min          | Frank Hsieh Chang-ting | 2,274,586     | 21.1%               | Perdida No |
| 2000     | Chen Shui-bian         | Annette Lu Hsiu-lien   | 4,977,737     | 39.3%               | Ganador Sí |
| 2004     | Chen Shui-bian         | Annette Lu Hsiu-lien   | 6,446,900     | 50.1%               | Ganador Sí |
| 2008     | Frank Hsieh Chang-ting | Su Tseng-chang         | 5,445,239     | 41.5%               | Perdida No |
| 2012     | Tsai Ing-wen           | Su Jia-chyuan          | 6,093,578     | 45.6%               | Perdida No |
| 2016     | Tsai Ing-wen           | Chien-Jen Chen         | 6,894,744     | 56.3%               | Ganador Sí |
| 2020     | Tsai Ing-wen           | William Lai            | 8,170,231     | 57.1%               | Ganador Sí |
| 2024     | Lai Ching‑te           | Hsiao Bi-khim          | 5,586,019     | 40.05%              | Ganador Sí |

### Elecciones parlamentarias
| Año  | Líder            | Votos     | %     | Escaños | +/- | Posición   |
| ---- | ---------------- | --------- | ----- | ------- | --- | ---------- |
| 1986 |                  | 1.671.249 | 22,22 | 12/100  |     | 2.º lugar  |
| 1989 | Huang Hsin-chieh | 2.727.441 | 29,92 | 21/130  | 9   | 2.º lugar  |
| 1992 | Hsu Hsin-liang   | 2.944.195 | 31,03 | 51/161  | 30  | 2.º lugar  |
| 1995 | Shih Ming-teh    | 3.132.156 | 33,17 | 54/164  | 3   | 2.º lugar  |
| 1998 | Lin Yi-hsiung    | 2.966.834 | 29,56 | 70/225  | 16  | 2.º lugar  |
| 2001 | Frank Hsieh      | 3.447.740 | 33,38 | 87/225  | 17  | 1.er lugar |
| 2004 | Chen Shui-bian   | 3.471.429 | 35,72 | 89/225  | 2   | 1.er lugar |
| 2008 | Chen Shui-bian   | 3.863.118 | 38,44 | 27/113  | 62  | 2.º lugar  |
| 2012 | Tsai Ing-wen     | 4.556.526 | 34,62 | 40/113  | 13  | 2.º lugar  |
| 2016 | Tsai Ing-wen     | 5.370.953 | 44,06 | 68/113  | 28  | 1.er lugar |
| 2020 | Tsai Ing-wen     | 4.811.241 | 33,98 | 61/113  | 7   | 1.er lugar |
| 2024 | Lai Ching‑te     | 4,981,060 | 36.16 | 51/113  | 10  | 2.do lugar |